# Orcula conica
Orcula conica, ungebräuchlich auch Kegel-Tönnchenschnecke oder Kegelige Tönnchenschnecke ist eine Schneckenart aus der Familie der Fässchenschnecken (Orculidae), die zur Unterordnung der Landlungenschnecken (Stylommatophora) gerechnet wird.

## Merkmale
Das Gehäuse ist konisch-eiförmig geformt und ist 5,5 bis 7 mm hoch und 3,0 bis 3,5 mm breit. Es hat 8,5 bis 9 langsam zunehmende, stark gewölbte Windungen, die durch eine tiefe Naht voneinander abgesetzt sind. Die letzte Windung ist geringfügig schmaler als die vorletzte Windung und steigt zur Mündung hin deutlich an. Die Mündung ist halbeiförmig oder halbelliptisch und steht schief zur Windungsachse. Der einfache Mundsaum ist etwas zurückgebogen und endet scharf. Er ist innen lippig verdickt. Eine Gaumenschwiele fehlt, auch ein Nackenwulst ist nicht ausgebildet. In der Mündung sitzen zwei Spindelfalten und eine Parietalfalte, die bis an den Mundsaum heranreichen. Die Schale ist vergleichsweise dünn und hornbraun bis dunkel rötlichbraun gefärbt. Die Oberfläche ist unregelmäßig radial gestreift. Der Nabel ist offen.
Der Weichkörper ist hellgraublau, der Rücken ist etwas dunkler. Im weiblichen Trakt des Geschlechtsapparates sind freier Eileiter und Vagina etwa gleich lang. Der Stiel der Spermathek ist sehr lang und dick. Die Blase selber ist länglich-spindelförmig und liegt auf der Albumindrüse. Am Stiel ist kein Divertikulum ausgebildet. Im männlichen Trakt ist der Samenleiter lang und dünn; er inseriert seitlich in den verdickten distalen Teil des Epiphallus. Der Epiphallus ist nach der Verdickung vergleichsweise dünn und länger als der Penis. An der Einmündung des Epiphallus in den Penis ist ein sehr kurzes, an der Basis aber sehr breites Flagellum (Blindsack oder Caecum) ausgebildet. Der Penisretraktormuskel setzt am Übergang Penis/Epiphallus an, oder etwas darunter am Penis selber.

### Ähnliche Arten
Die Art unterscheidet sich von der Großen Fässchenschnecke (Orcula dolium) durch das kleinere Gehäuse, dessen eiförmige Gestalt, die niedrigeren und etwas gewölbteren Windungen. Die Mündung ist kleiner und nicht so gut gerundet.

## Geographische Verbreitung und Lebensraum
Das Verbreitungsgebiet ist auf die österreichischen Bundesländer Steiermark und Kärnten sowie Nordslowenien und Nordkroatien beschränkt. Die Tiere leben dort unter Laub und in bewachsenem Geröll auf kalkigem Untergrund.

## Taxonomie
Das Taxon wurde 1837 von Emil Adolf Rossmässler als Pupa conica erstmals beschrieben. Bereits Friedrich Held stellte sie 1837 zur Gattung Orcula.
In der kürzlich (2013) vorgeschlagenen Untergliederung der Gattung Orcula in drei Untergattungen durch Páll-Gergely et al. verblieb Orcula conica in der Nominatuntergattung Orcula (Orcula) Held, 1837.

### Gefährdung
In Kärnten ist Orcula conica eine Art der Vorwarnstufe. Die International Union for Conservation of Nature and Natural Resources (IUCN) stuft die Art als nicht gefährdet ein.

## Belege

### Online
- AnimalBase - Orcula conica (Rossmässler, 1837)